# Romeinse villa Borgharen-Pasestraat
De Romeinse villa Borgharen-Pasestraat is een terrein met de archeologische resten van een Romeinse villa nabij het dorp Borgharen ten noorden van de stad Maastricht in de Nederlandse provincie Limburg. De villa was waarschijnlijk van het type villa rustica en behoort tot de minimaal zestig Romeinse villacomplexen die op de Zuid-Limburgse lössgronden (deels) zijn opgegraven. De archeologische site is sinds 1983 een rijksmonument. Op het villaterrein is tevens een Merovingisch grafveld aangetroffen.

## Ligging
Het terrein met de restanten van de Romeinse villa Borgharen-Pasestraat bevindt zich op een hoger gelegen grindrug ten westen van de voormalige Pasestraat ten noorden van de dorpskern van Borgharen. Enkele honderden meters ten westen van het villaterrein stroomt de rivier de Maas; aan de oostzijde, op 3 à 4 km afstand, liep de Via Belgica, de belangrijke heirweg van Tongeren (Atuatuca Tungrorum) via Maastricht (Mosa Trajectum) naar Keulen (Colonia Claudia Ara Agrippinensium). Bij de locatiekeuze zullen naast de aanwezigheid van vruchtbare löss- en rivierkleigronden, ook de ligging nabij een belangrijke doorgaande route en het ongetwijfeld fraaie uitzicht over de Maas een rol gespeeld hebben.
In het Maasdal ten noorden van Maastricht zijn relatief weinig sporen van Romeinse villa's aangetroffen. Ten westen van de Maas, op nauwelijks 1 km afstand (hemelsbreed), lag de Gallo-Romeinse villa van Smeermaas. Oostelijk van Borgharen lagen een drietal Romeinse villa's bij Bunde en Meerssen, waarvan de Romeinse villa Meerssen-Onderste Herkenberg de grootste was. Ten zuiden van Maastricht lag de Romeinse villa Maastricht-Louwberg.

## Geschiedenis
In 1982-83 werden bij de archeologische dienst van de gemeente Maastricht enkele metaaldetectorvondsten gemeld door de amateurarcheoloog M. Delarue, die verwezen naar de mogelijke aanwezigheid van een Romeinse villa in het gebied Borgharen-Pasestraat ('Op de Stein'). Het onderzoek werd in gang gezet door de aankondiging van grootschalige ontgrindingswerkzaamheden in het gebied tussen Borgharen en Itteren in het kader van het Grensmaasproject. Na inventariserende onderzoeken door middel van proefsleuzen in 1995 en 1999, vonden in 2008, 2009 en 2012 opnieuw opgravingen plaats, waarbij deskundigen van de gemeente Maastricht en de Rijksdienst voor het Cultureel Erfgoed en onderzoekers van de Universiteit Leiden, de Universiteit van Amsterdam, de Vrije Universiteit Amsterdam en  Saxion Next nauw samenwerkten. Op het terrein werden, behalve restanten van de villa, 23 Merovingische graven ontdekt, waarvan er 7 uitgebreid onderzocht zijn. Bij het onderzoek was ervoor gekozen om zoveel mogelijk vondsten in situ te laten. In 2008 werd het terrein voorgedragen om als rijksmonument beschermd te worden, een status die in 2011 werd toegekend.

## Beschrijving

### Het villacomplex
De combinatie van het gevonden schervenmateriaal en stukjes beschilderd pleisterwerk plaatst het gebruik van de villa voornamelijk in de 2e eeuw. Daarna zijn de gebouwen van de villa grotendeels afgebroken, waarschijnlijk om het bouwmateriaal elders (in Maastricht?) te kunnen hergebruiken. De Romeinse sporen bestaan voornamelijk uit een vermoedelijke vloer en uit grindbanen en poeren die mogelijk de fundering van gebouwen vormen. Een grote hoeveelheid dakpanfragmenten geeft aan dat op of nabij het terrein in elk geval één gebouw met een pannendak gestaan moet hebben. Ook werden in aansluiting op de eerdere vondst van een hypocaustum losse elementen van de vloerverwarming van de villa geborgen. Stukken baksteen met mortel zijn mogelijk de resten van een Romeinse betonvloer (opus signinum). De wanden van dit gebouw waren deels uit baksteen, deels uit leem opgetrokken. Een of meer vertrekken waren voorzien van pleisterwerk met decoraties. Daarbij werden verschillende pigmenten toegepast met rode, gele, zwarte en groene kleuren. Het type wandschildering dat uit de bestudeerde fragmenten naar voren komt, sluit aan bij wat in andere Romeinse villa's in Limburg en elders in Nederland is aangetroffen: paneeldecoraties met rood als basiskleur en eventueel gele en groene lijnen of banden, evenals decoraties met een witte achtergrond en rode en zwarte lijnen, banden of motieven. Een plint werd versierd met spatwerk: een bruinrode ondergrond met witte spatten, waarschijnlijk om porfier te imiteren. Ook andere bodemvondsten konden geassocieerd worden met het villacomplex: munten, fibulae en enkele benen voorwerpen.

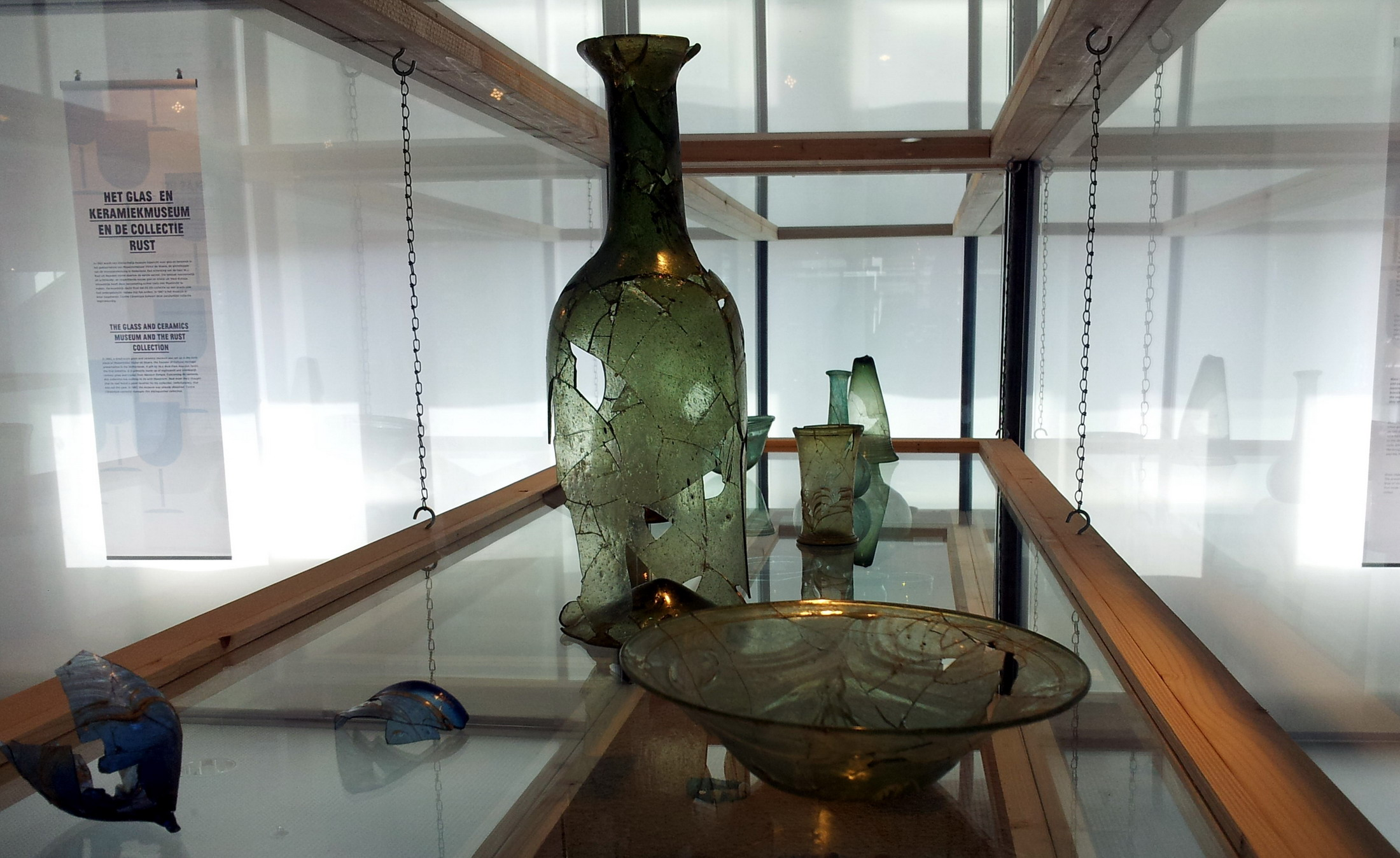
Merovingisch glas uit Borgharen

### De grafvelden
In de directe nabijheid van het in de 3e eeuw(?) verlaten villaterrein, in het archeologisch deelgebied 'Grafveld Daalderveld', werden een tiental graven gevonden uit de 4e-6e eeuw. Op enkele skeletresten werd strontiumisotopenonderzoek toegepast, waaruit kon worden afgeleid dat deze individuen in verschillende regio's waren opgegroeid en pas op latere leeftijd naar de omgeving Borgharen waren verhuisd. Van de nederzetting is niets teruggevonden.
Kort na 500 na Christus is de keuze gemaakt om de doden voortaan op het hoger gelegen villaterrein te begraven, in het archeologisch deelgebied 'Op de Stein'. In totaal zijn hier 26 Merovingische graven ontdekt, waaronder twee paardengraven (niet te verwarren met het 18e-eeuwse paardenmassagraf van Borgharen). De begravingen, deels binnen de fundamenten van de villagebouwen, dateren uit de tweede helft van de 6e eeuw tot het eerste kwart van de 7e eeuw. Strontiumonderzoek wees uit dat alle volwassen mannen van elders afkomstig waren terwijl de vrouwen en kinderen uit de omgeving van Borgharen afkomstig waren.
De inventaris van de Merovingische graven bestond onder andere uit wapentuig zoals saxen, pijlpunten en een schild, onderdelen van kleding zoals naalden, gespen en riemtongen, voorwerpen voor persoonlijke verzorging en sieraden zoals kammen, messen, kralen, oorbellen en een kaurischelp, vaatwerk, bronzen schalen, een tuimelbeker, een houten kistje en een emmer. Eén vrouwengraf bevatte honderden kralen. Een gouden munt met opschrift CHAGNOMIRIS… en TRIIECTOF ("gemaakt te Maastricht") is gedetermineerd als een tremissis, geslagen door de Maastrichtse muntmeester Chagnomiris in Maastricht in de periode 590-600.